# 格奧爾基·朗格
格奧爾基·費奧多羅維奇·朗格（羅馬化：Georgiy Fodorovich Lang；1875年7月28日—1948年7月24日），蘇聯醫生，蘇聯醫學科學院院士，列寧格勒第一醫學院院長。《治療檔案》期刊的創辦人兼編輯，是逾百篇科學論文和出版品的作者。

## 生平
1875年7月28日，格奧爾基·費奧多羅維奇·朗格出生於沙俄統治下的聖彼得堡。由於父親逝世導致家庭經濟困難，他差點未能完成文理中學的學業。
1894年錄取聖彼得堡帝國軍事醫學院。1899年，他以優異成績畢業，並取得了醫師執照。
1903年至1904年，朗格在德國和法國的醫療機構工作。回到聖彼得堡後，被任命為軍事醫院的住院醫師。
1919年起，擔任彼得格勒醫生高級培訓學院的教授。1922年起，擔任列寧格勒第一醫學院診所和學院治療科主任；1928年至1930年，擔任該學院的院長。
1943年起，朗格出任全聯盟醫師聯會主席。他是1923年與馬克西姆·彼得羅維奇·康恰洛夫斯基共同創辦的《治療檔案》和《臨床醫學》期刊的編輯。
1948年7月24日，朗格因胃癌在列寧格勒去世，後被葬於塞拉芬公墓（28區）。

## 評價
在我看來，教授很重要，且有權威。他的穿著無可挑剔（總是穿著有閃閃發光的袖口和衣領的白襯衫、熨燙得整整齊齊的西裝和雪白的長袍）。透過眼鏡，他的雙眼閃耀著智慧的光芒，那深邃的目光總能讓他振作起來——盡自己最大的能力去做事，而不讓自己因意料之外的愚蠢而受打擊。格奧爾基·朗格的高大身影總是在查房的醫生人群中脫穎而出：就好像一頭大象被其他一些體型小又微不足道的動物包圍著一樣（朗格的特點是，他能夠快速掌握最重要的事物，並區分必要與否。他不僅擁有非凡的學識，而且具有特殊的思維模式——這使他能夠迅速將大量的文本載入一個和諧而有效的系統。他的批判性思維並沒有屈服於時下流行或聳人聽聞的事物，儘管他總興致勃勃地觀察每個創新的想法和方法。——亞歷山大·米亞斯尼科夫，